# Владимирова, Елена Львовна
Елена Львовна Владимирова (20 сентября 1901, Лодейное Поле, Олонецкая губерния — 9 июня 1962, Ленинград) — советская журналистка и поэтесса.

## Биография
Родилась в дворянской семье потомственных военных моряков (по матери является потомком адмирала Г. И. Бутакова). Училась в Смольном институте благородных девиц.
В 1917 году, после Октябрьской революции, порвала с семьёй по идейным убеждениям, ушла из дома. В 1919 году вступила в комсомол и уехала в Туркестан воевать с басмачами, участвовала в организации помощи голодающим Поволжья.
В 1921 году вернулась в Петроград и поступила учиться на факультет журналистики Петроградского университета. Там она познакомилась с Л. Н. Сыркиным, одним из организаторов петроградского комсомола, и вышла за него замуж.
В 1925—1931 годах Владимирова работала в «Красной газете», «Ленинградской правде», журнале «Работница».
В 1937 году её муж стал редактором челябинской областной газеты «Челябинский рабочий», и Владимирова переехала с ним в Челябинск.
15 августа 1937 года Сыркин и Владимирова были арестованы. Сыркин был расстрелян, а Владимирова выездной сессией Военной коллегии Верховного суда СССР была приговорена к 10 годам заключения и 5 годам поражения в правах (статья 58-7,8,11 УК РСФСР).
Владимирова была направлена в Севвостлаг, работала в пошивочной мастерской, на рыбных промыслах, в лагерной больнице. Во время Великой Отечественной войны под Сталинградом погибла её единственная дочь Евгения Сыркина.
В 1944 году в лагерной больнице, где работала Владимирова, образовалась антисталинская подпольная группа из бывших коммунистов и комсомольцев. Владимирова составила программный документ группы: «Сталинский „социализм“ в свете ленинизма», сочиняла стихи и читала их другим заключённым. На группу донесли, и 30 декабря 1944 года военный трибунал войск НКВД при Дальстрое приговорил Владимирову к расстрелу (статья 58-2, 10, 11 УК РСФСР). В марте 1945 года расстрел был заменён 15 годами каторжных работ.
В женском лагере «Вакханка» Тенькинского горного управления Владимирова стала сочинять поэму «Колыма». При этом она не имела возможности записывать её на бумаге и (согласно её собственным позднейшим воспоминаниям) вместе с подругой заучивала всё наизусть.
В 1948 году Владимирова была признана инвалидом и переведена в Песчанлаг. Там она продолжила работу над своей поэмой. К записи на бумаге она прибегала лишь для того, чтобы временно закрепить (начальными буквами строк) куски поэмы, потом их выбрасывала. Затем вся поэма, длина которой составила около 4000 строк, была записана на папиросной бумаге и закопана в землю в жестяной коробочке.
В 1955 году Владимирова была освобождена и реабилитирована. После освобождения она восстановила поэму по памяти с помощью подруги и в 1956 году направила её XX съезду КПСС.
В 1957 году Владимирова вернулась в Ленинград, однако, несмотря на её попытки опубликовать стихи, при её жизни они так и не были напечатаны. Она умерла в 1962 году и была похоронена на Казанском кладбище г. Пушкина.